# Gualtar

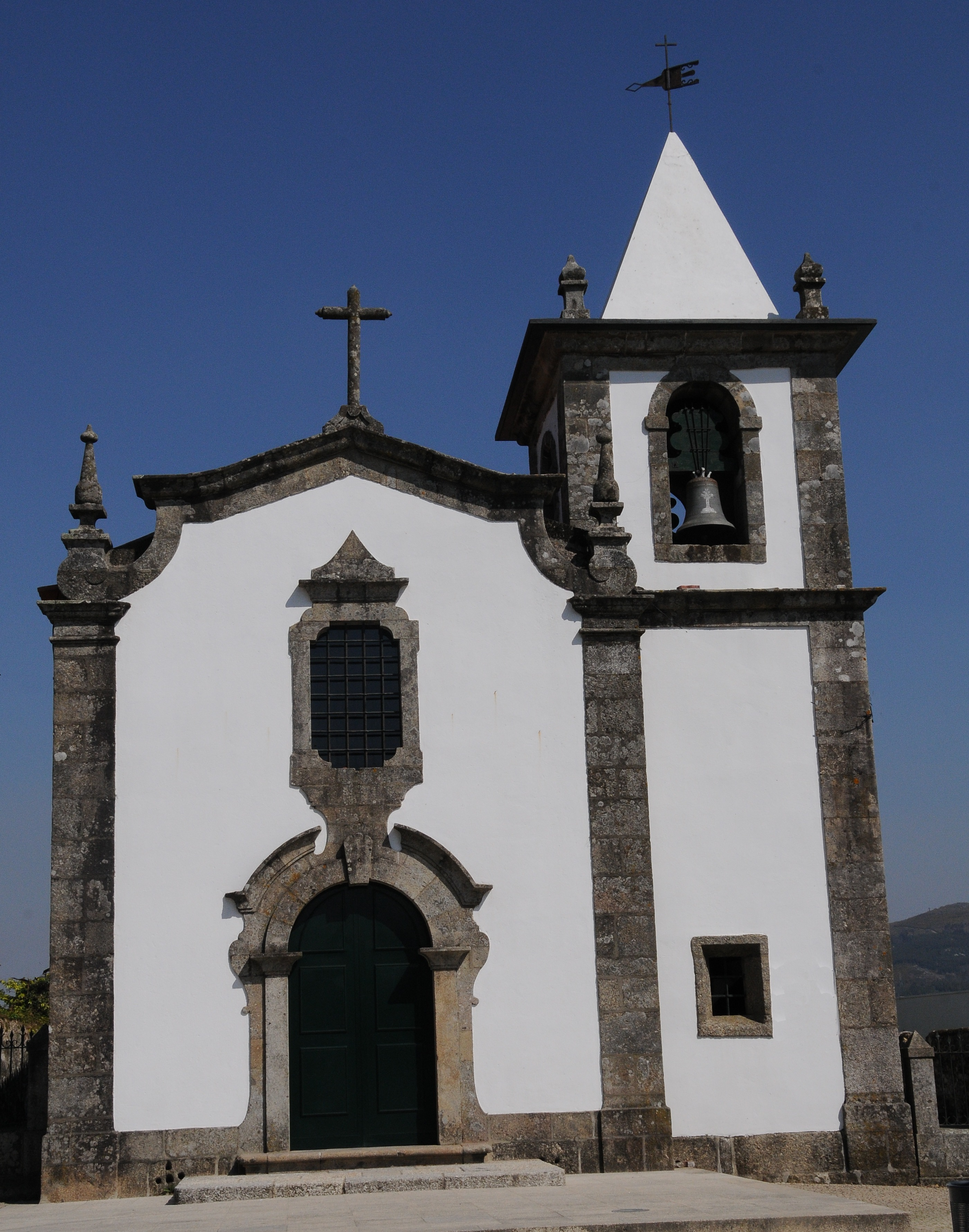
Igreja de Gualtar

Gualtar é uma localidade portuguesa sede da Freguesia de Gualtar do Município de Braga, freguesia com 2,74 km² de área e 6761 habitantes (censo de 2021), tendo, por isso, uma densidade populacional de 2 467,5 hab./km².
Dista cerca de 2 km da sede do município, estando situada na margem direita do rio Este.
Foi vigararia da apresentação do arcediago da Sé de Braga, tendo mais tarde passado a reitoria.
Fez parte de um antigo mosteiro doado, entre 1032 e 1043, à condessa de Ildnara por mestre Savarigo. No actual “campus universitário” da Universidade do Minho situava-se o antigo mosteiro de S. Miguel de Gualtar.
A freguesia de Gualtar foi elevada à categoria de vila, em 13 de março de 2025, após aprovação por unanimidade na Assembleia da República.

## Demografia
A população registada nos censos foi:
| Ano  | 0-14 Anos | 15-24 Anos | 25-64 Anos | > 65 Anos |
| 2001 | 702       | 609        | 2067       | 429       |
| 2011 | 851       | 664        | 3102       | 669       |
| 2021 | 1075      | 684        | 4000       | 1002      |

## Igreja Matriz
A igreja matriz é um templo românico, mutilado por consecutivas reformas ao longo dos séculos. Conserva da primitiva traça a fachada norte e o corpo principal, com um notável portal de arquivolta única, com quatro faixas de ornatos geométricos (besantes, bilhetes e goivadas). Decora o tímpano uma cruz equilátera rodeada de fitas sinuosas, formando labirinto, e outras peroladas, que sugerem cabeças de animais estilizados. Nas paredes da capela-mor subsistem pinturas a fresco.
A igreja de S. Miguel de Gualtar insere-se nos abundantes testemunhos de arquitectura românica — embora sistematicamente parcelares ou muito adulterados — presente na bacia do Cávado. São exemplos a igreja da freguesia das Marinhas, Esposende; ou no concelho de Barcelos o templo do Mosteiro de Banho, na freguesia de Vila Cova, a igreja de Abade de Neiva, a Matriz da Colegiada de Barcelos, a antiga matriz de Balugães, a antiga igreja do Mosteiro de Manhente; a igreja do antigo Mosteiro de Rendufe, as igrejas de Caires e Bouro, em Amares; ou a igreja paroquial de Coucieiro, Pedregais e Cervães, em Vila Verde, entre muitos outros.

## Lugares
A freguesia de Gualtar compreende os lugares de Arcela, Bairro Henriqueta, Bairro Novo, Barreiro, Barros, Bela Vista, Bouça, Crespa, Estrada Nova e Estrada Velha, Friande, Igreja, Lage, Monte de Baixo, Mourisca, Poça e Vergadela.
O lugar de Estrada Velha está relacionado com a “Geira”, antiga estrada da Península Ibérica, uma das antigas vias romanas que ligavam Braga a Astrorga. Passava pela serra do Gerez, onde se encontraram alguns trechos do seu leito e, especialmente, marcos miliários, grande parte dos quais foram mandados recolher pelo arcebispo D. Diogo de Sousa a Braga, onde ainda hoje se conservam.

## Indústria e Artesanato
O artesanato na freguesia é caracterizado essencialmente por rendas e bordados, restauração de móveis antigos e trabalhos em verga e palhinha. Ocupa neste último, lugar de relevo o fabrico de cestas, chapéus, peças de mobiliário decorativo, candeeiros, além das típicas "croças" de junco (gabardina das gentes dos campos).
Relativamente ao restauro de móveis antigos, Gualtar assume-se como uma das freguesias que faz com que a arte da marcenaria e da carpintaria do concelho de Braga se torne famosa em todo o norte de Portugal.

## Política

### Eleições autárquicas (Junta de Freguesia)
| Partido      | 1976 | 1976 | 1979 | 1979 | 1982 | 1982 | 1985 | 1985 | 1989 | 1989 | 1993 | 1993 | 1997 | 1997 | 2001 | 2001 | 2005 | 2005 | 2009 | 2009 | 2013 | 2013 |
| Partido      | %    | M    | %    | M    | %    | M    | %    | M    | %    | M    | %    | M    | %    | M    | %    | M    | %    | M    | %    | M    | %    | M    |
| ------------ | ---- | ---- | ---- | ---- | ---- | ---- | ---- | ---- | ---- | ---- | ---- | ---- | ---- | ---- | ---- | ---- | ---- | ---- | ---- | ---- | ---- | ---- |
| PS           | 35,3 | 3    | 58,9 | 8    | 66,8 | 9    | 55,8 | 6    | 59,7 | 6    | 59,1 | 6    | 52,0 | 5    | 47,0 | 4    | 45,8 | 5    | 50,9 | 5    | 47,0 | 5    |
| CDS-PP       | 26,7 | 3    | 27,1 | 4    |      |      | 27,5 | 2    | 4,2  | -    | 4,2  | -    | 3,1  | -    |      |      |      |      |      |      |      |      |
| FEPU/APU/CDU | 22,1 | 2    | 12,3 | 1    | 10,1 | 1    | 14,3 | 1    | 7,1  | -    | 8,9  | 1    | 9,1  | 1    | 9,7  | 1    | 9,7  | 1    | 6,0  | -    | 5,9  | -    |
| PPD/PSD      | 12,2 | 1    |      |      |      |      |      |      | 26,8 | 3    | 24,8 | 2    | 31,6 | 3    |      |      |      |      |      |      |      |      |
| AD           |      |      |      |      | 21,5 | 3    |      |      |      |      |      |      |      |      |      |      |      |      |      |      |      |      |
| PSD-CDS-PPM  |      |      |      |      |      |      |      |      |      |      |      |      |      |      | 39,3 | 4    | 35,3 | 3    | 36,9 | 4    | 34,9 | 4    |